# Charles de Rohan-Rochefort
Charles de Rohan (7 août 1693 - 25 février 1763) est un prince de la maison de Rohan. Il est le fondateur de la lignée de Rohan-Rochefort qui perdure encore aujourd'hui. Il était prince de Rochefort et de Montauban.

## Biographie
Il est né à Paris de Charles III de Rohan, prince de Guéméné, duc de Montbazon, et de Charlotte de Cochefilet, sa seconde épouse. Il est leur quatrième enfant et troisième fils.
Son frère Hercule-Mériadec de Rohan Guéméné devient l'aîné de la lignée de Guéméné après la mort sans descendance de leur frère aîné François-Armand de Rohan Guéméné.
Comme il est le fils cadet, il reçoit le titre de prince de Rochefort et de Montauban, titre qu'il gardera jusqu'à sa mort. En tant que membre de la maison des Rohan, il jouissait du prestigieux rang de prince étranger, les Rohan revendiquant leur ascendance jusqu'aux rois et ducs de Bretagne.
Le 29 juin 1734, durant la bataille de San Pietro à Parme, où il est blessé, Charles de Rohan-Rochefort, commandant du régiment de Picardie, adressa la future devise du régiment à un officier du régiment de Provence, qui lui demandait s'il voulait que Provence prenne sa place sur la ligne de front. La réponse fut « Monsieur, vous saurez qu'on ne relève pas Picardie », la deuxième partie de la phrase fut alors adoptée comme devise de l'unité.
Il sert à la Bataille de Guastalla, dont il apporte au Roi la nouvelle de la victoire, en 1742 dans l'armée de Bavière, sous le commandement du maréchal de Broglie.
Brigadier des armées du Roi, il est promu Maréchal de camp le 18 octobre 1734, puis Lieutenant Général le 13 février 1743.
Charles meurt en 1763. Son fils aîné, Charles-Jules-Armand, lui succède comme prince de Rochefort.

### Mariage et descendance
Il épouse le 23 septembre 1722 Eléonore-Eugénie de Béthisy de Mézières (2 décembre 1707 - Saverne, 29 août 1757), fille d'Eugène-Marie de Béthisy, marquis de Mézières, lieutenant-général des armées du Roi, gouverneur des villes et citadelles d'Amiens et de Corbie, et d’Éléonore Oglethorpe, une fervente Jacobite, fille du parlementaire et militaire anglais Theophilus Oglethorpe. Le couple a quatre enfants :
- Éléonore-Louise-Constance de Rohan, mademoiselle de Rochefort (15 janvier 1728 - 1792), épouse Jean de Merode, fils de Jean-Philippe Eugène de Merode-Westerloo ;
- Charles-Jules-Armand de Rohan, prince de Rochefort et de Montauban (29 août 1729 -  château de Rochefort, 18 mai 1811), marié en 1762 avec Marie-Henriette d'Orléans-Rothelin (1744-1792), dont postérité : tous deux sont les parents de Charlotte de Rohan-Rochefort, épouse secrète du duc d'Enghien, Louis-Antoine de Bourbon-Condé. Le fils de Charles-Jules-Armand, Charles-Louis-Gaspard a épousé Louise de Rohan, fille du prince de Guéméné, Henri-Louis-Marie de Rohan et de Victoire de Rohan [3]. Les descendants de Charles revendiqueront le duché de Bouillon par le mariage de Charles-Louis-Gaspard et de Louise ;
- Louise-Julie-Constance de Rohan-Rochefort (28 mars 1734 - Vienne, 20 mars 1815), épouse Louis-Charles de Lorraine, comte de Brionne, grand écuyer de France, brigadier des armées du Roi, chevalier des ordres du Roi (1725-1761) dont postérité notamment dans la maison de Savoie, devenue la famille royale d'Italie ;
- Eugène-Hercule-Camille de Rohan Rochefort, chevalier de Malte, grand sénéchal des galères de l'ordre de Malte (1767), législateur de la langue de France de l'ordre de Malte (1776), maréchal des camps et armées du Roi de France (1780), émigré, sert dans l'armée de Condé, puis dans l'armée autrichienne (6 avril 1737 - 1795)[4]. Sans postérité.

### Distinction
- Chevalier de Saint-Louis